# Bügelfräsmaschine

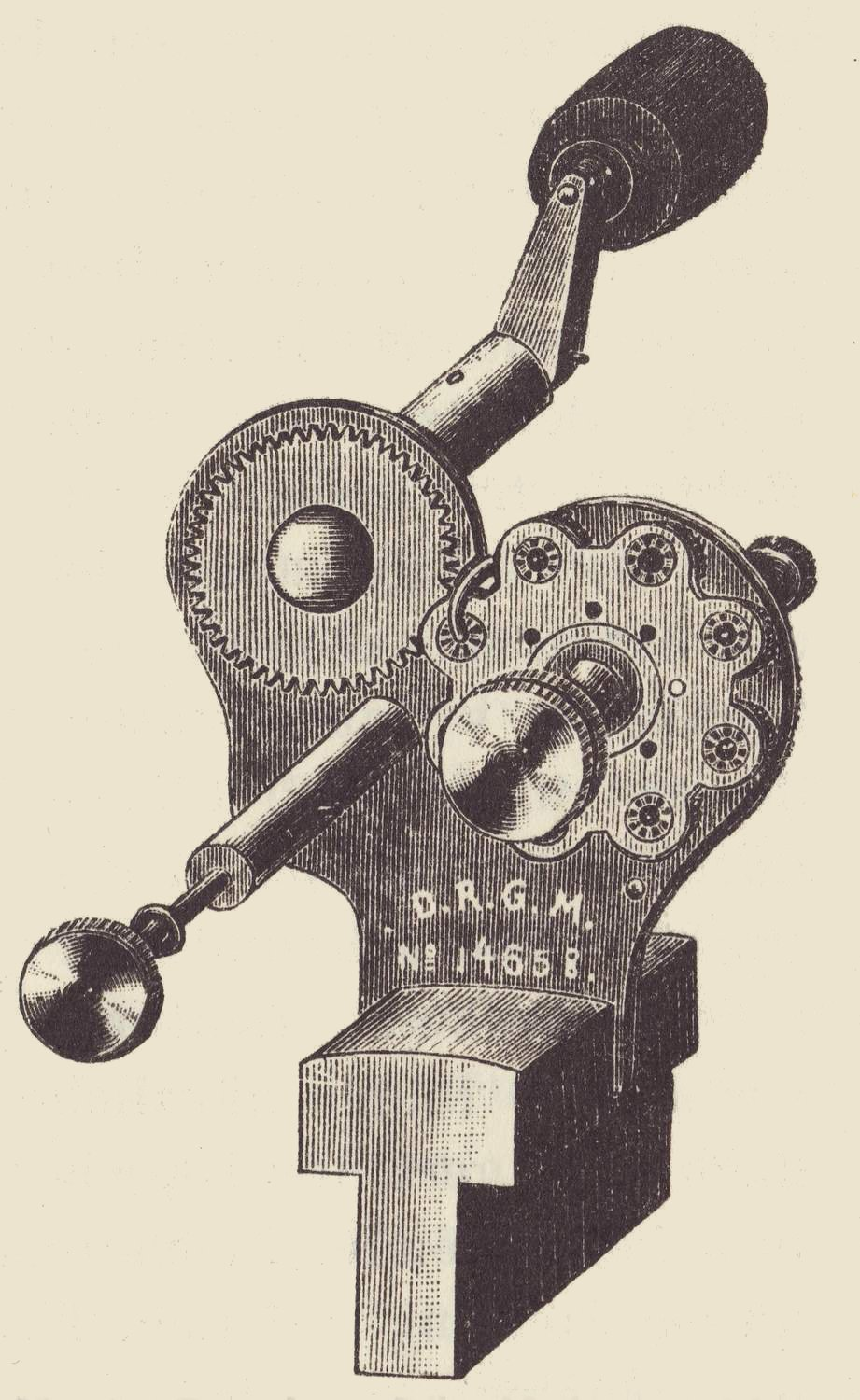
Bügelfräsmaschine mit Revolverscheibe

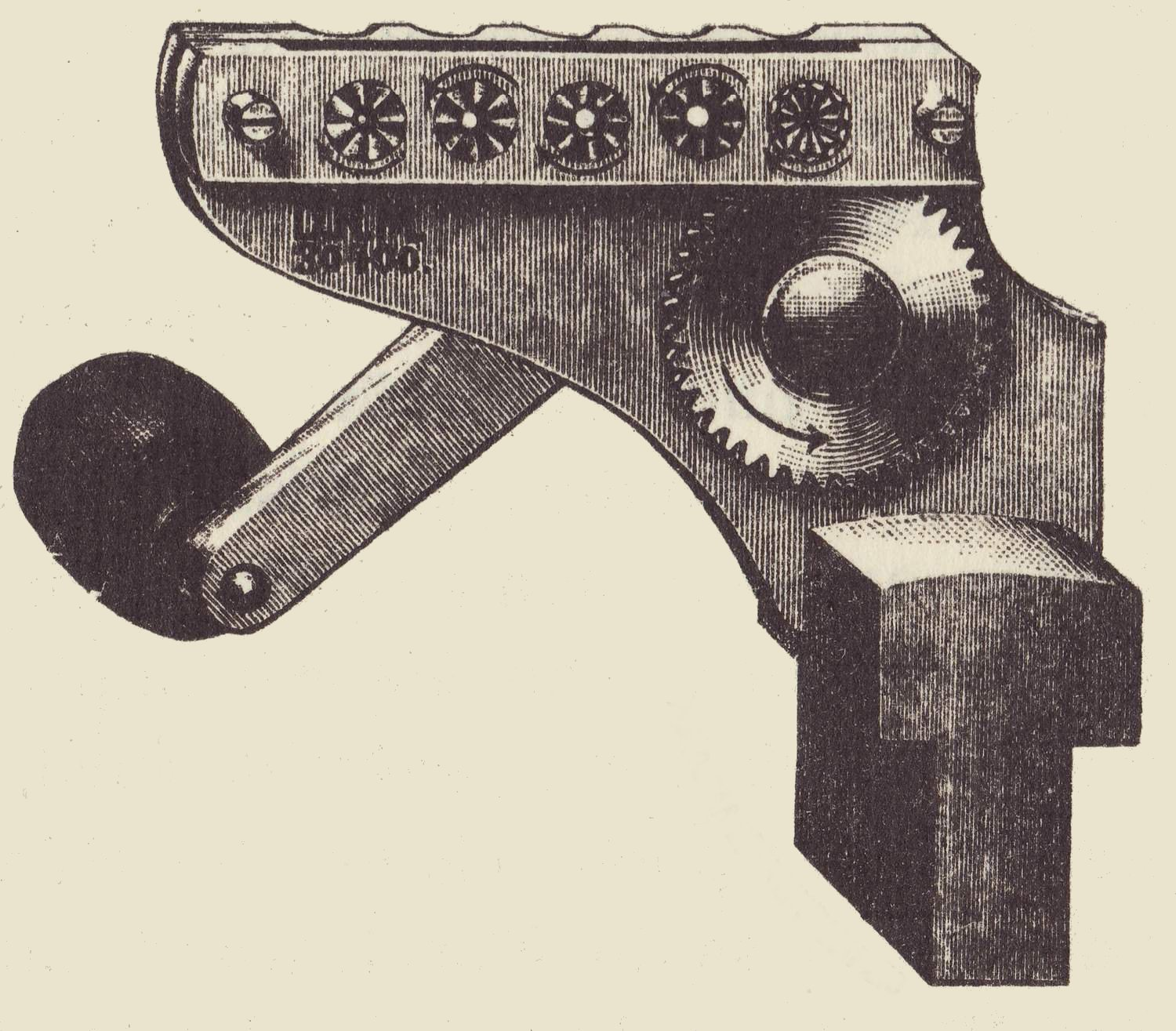
Bügelfräsmaschine mit geradlinig angeordneten Fräsen

Eine Bügelfräsmaschine, auch Bügelfräser genannt, ist ein Uhrmacherwerkzeug zum Bearbeiten der Taschenuhrbügel.

## Beschreibung
Die Bügelfräsmaschine hat eine Anzahl Fräser von verschiedener Größe, die mittels einer Kurbel in eine rotierende Bewegung gesetzt werden.
Es gibt zwei Formen der Fräsmaschinen:
- Bei der Revolver-Bügelfräsmaschine dreht sich nur die zur Benutzung eingestellte Fräse.
- Bei der geradlinigen Bügelfräsmaschine drehen sich alle Fräser, da sie im Eingriff mit der Kurbel sind.

## Funktion
Mit der Bügelfräsmaschine werden Taschenuhrbügel an ihren Enden passend zum Bügelfutter im Pendant der Taschenuhr angefräst. Hierzu wird das Gerät in den Schraubstock eingespannt und die richtige Fräsergröße eingestellt. Dann spannt man den Bügel mittels einer Halteklammer mit einem Ende in den entsprechenden Fräser ein. Durch Drehen an der Kurbel wird der Taschenuhrbügel nun auf das richtige Maß heruntergefräst. Außerdem können mit den Zylinderfräsern die Bohrungen im Pendant auf das richtige Maß gebracht werden. 